# Чемпіонат світу з боротьби 2016
Чемпіонат світу з боротьби 2016 пройшов з 10 по 11 грудня 2016 року в Будапешті, Угорщина, у спортивному центрі «Syma Csarnok».
На чемпіонаті проводилися змагання з вільної та греко-римської боротьби серед чоловіків і вільної боротьби серед жінок в неолімпійських вагових категоріях. Це були дебютні змагання у такому форматі. Рішення про проведення чемпіонатів світу з боротьби в неолімпійських вагових категоріях в роки Олімпійських ігор було прийняте Об'єднаним світом боротьби (UWW) у травні 2016 року. Неолімпійськими у 2016 році були вагові категорії до 61 і 70 кг — у вільній боротьбі, до 71 і 80 кг — в греко-римській, до 55 і 60 кг — у жіночій.
Було розіграно шість комплектів нагород — по дві у вільній, греко-римській та жіночій боротьбі. Бронзові нагороди вручалися двом спортсменам, що виграли втішні сутички.

## Загальний медальний залік
| Місце | Країна      | Золото | Срібло | Бронза | Загалом |
| ----- | ----------- | ------ | ------ | ------ | ------- |
| 1     | Росія       | 2      | 1      | 1      | 4       |
| 2     | США         | 1      | 1      | 0      | 2       |
| 3     | Угорщина    | 1      | 0      | 2      | 3       |
| 4     | КНР         | 1      | 0      | 0      | 1       |
| 4     | Японія      | 1      | 0      | 0      | 1       |
| 6     | Казахстан   | 0      | 1      | 1      | 2       |
| 7     | Грузія      | 0      | 1      | 0      | 1       |
| 7     | Молдова     | 0      | 1      | 0      | 1       |
| 7     | Туреччина   | 0      | 1      | 0      | 1       |
| 10    | Азербайджан | 0      | 0      | 2      | 2       |
| 11    | Канада      | 0      | 0      | 1      | 1       |
| 11    | Іран        | 0      | 0      | 1      | 1       |
| 11    | Киргизстан  | 0      | 0      | 1      | 1       |
| 11    | Монголія    | 0      | 0      | 1      | 1       |
| 11    | Румунія     | 0      | 0      | 1      | 1       |
| 11    | Узбекистан  | 0      | 0      | 1      | 1       |
| Total | Total       | 6      | 6      | 12     | 24      |

## Медалісти

### Чоловіки

#### Вільна боротьба
| Категорія | Золото                    | Срібло                    | Бронза                            |
| До 61 кг  | Логан Штайбер США         | Бека Ломтадзе Грузія      | Ахмед Чакаєв Росія                |
| До 61 кг  | Логан Штайбер США         | Бека Ломтадзе Грузія      | Ахмеднабі Гварзатилов Азербайджан |
| До 70 кг  | Магомед Курбаналієв Росія | Нурлан Бекжанов Казахстан | Еламан Догдурбек-уулу Киргизстан  |
| До 70 кг  | Магомед Курбаналієв Росія | Нурлан Бекжанов Казахстан | Мустафа Хоссейнхані Іран          |

#### Греко-римська боротьба
| Категорія | Золото                  | Срібло                   | Бронза                      |
| До 71 кг  | Балінт Корпаші Угорщина | Даніель Катарага Молдова | Гасан Алієв Азербайджан     |
| До 71 кг  | Балінт Корпаші Угорщина | Даніель Катарага Молдова | Іліє Кожукарі Румунія       |
| До 80 кг  | Рамазан Абачараєв Росія | Аслан Атем Туреччина     | Ласло Сабо Угорщина         |
| До 80 кг  | Рамазан Абачараєв Росія | Аслан Атем Туреччина     | Жонібек Отабеков Узбекистан |

### Жінки

#### Вільна боротьба
| Категорія | Золото             | Срібло                | Бронза                          |
| До 55 кг  | Маю Мукайда Японія | Ірина Ологонова Росія | Аїм Абдільдіна Казахстан        |
| До 55 кг  | Маю Мукайда Японія | Ірина Ологонова Росія | Даваасухійн Отгонцецег Монголія |
| До 60 кг  | Пей Сінру КНР      | Еллісон Раган США     | Лінда Мораїс Канада             |
| До 60 кг  | Пей Сінру КНР      | Еллісон Раган США     | Емеше Барка Угорщина            |

## Країни-учасники
В чемпіонаті взяли участь 142 спортсмени з 37 країн.
| - Австрія (2) - Азербайджан (6) - Алжир (1) - Білорусь (6) - Болгарія (6) - Вірменія (4) - Греція (1) - Грузія (4) - Естонія (1) - Індія (6) - Іран (4) - Казахстан (6) - Канада (2) | - Киргизстан (4) - КНР (5) - Китайський Тайбей (2) - Молдова (5) - Монголія (4) - Німеччина (6) - Палау (1) - Польща (6) - Росія (6) - Румунія (4) - Сербія (2) - Словаччина (2) | - США (6) - Таджикистан (1) - Туреччина (6) - Угорщина (6) - Узбекистан (4) - Україна (6) - Фінляндія (1) - Франція (4) - Хорватія (2) - Чехія (2) - Швеція (2) - Японія (6) |